# مایکل جورج هنری بارکر
مایکل جورج هنری بارکر (انگلیسی: Michael Barker؛ ۱۵ اکتبر ۱۸۸۴ – ۲۱ مه ۱۹۶۰) فرد نظامی اهل بریتانیا بود. وی همچنین برندهٔ جوایزی همچون لژیون دونور شده‌است.